# 卷纸艺术

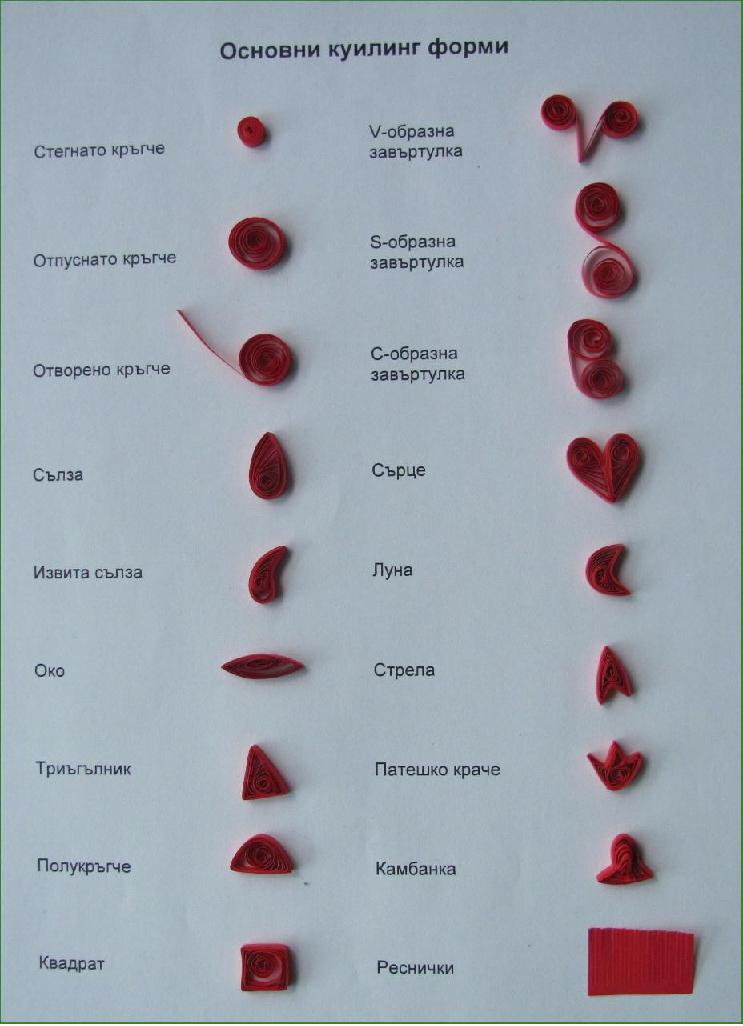
Quilling Shapes

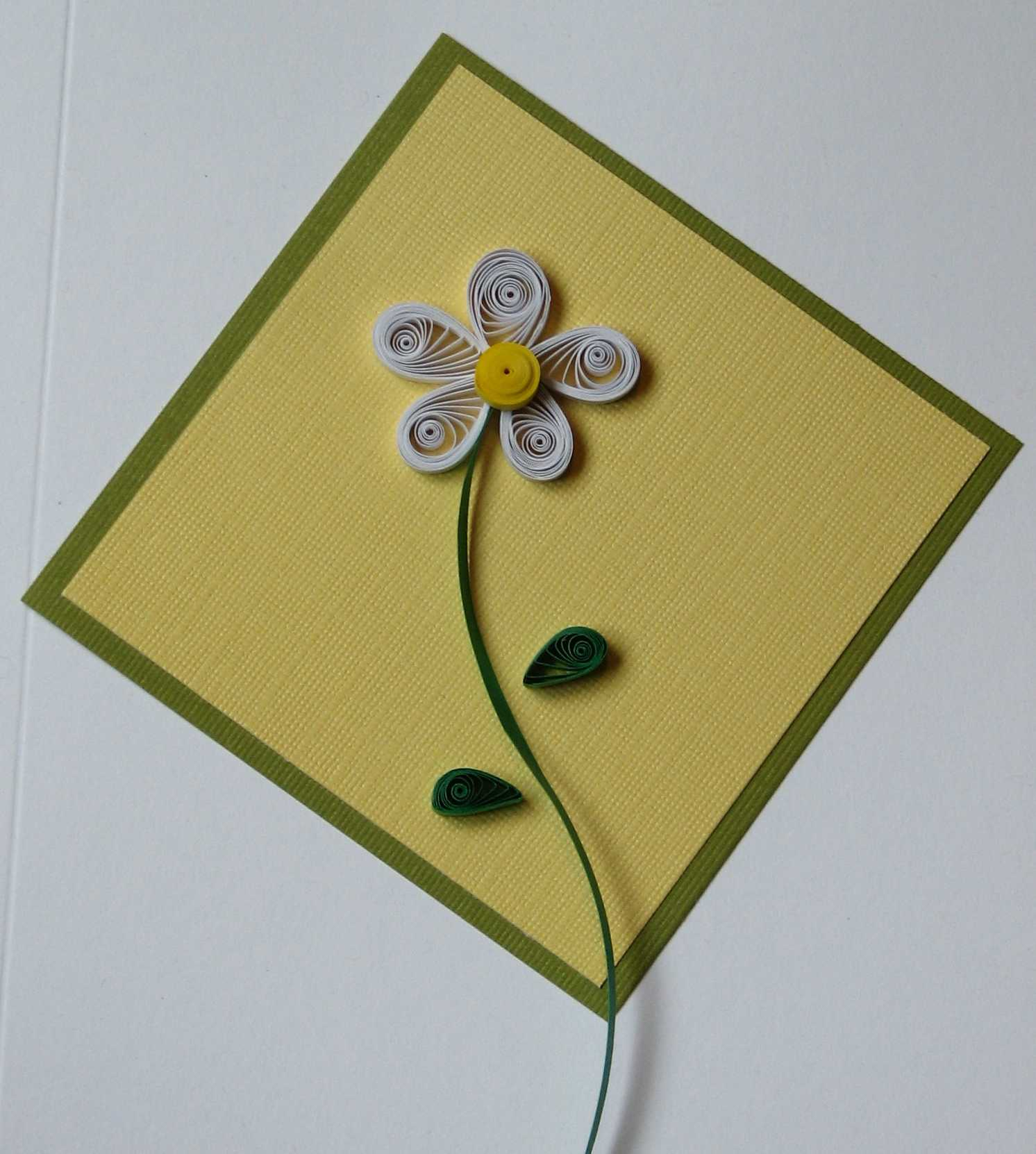
Daisy Card

卷纸艺术（英語：Quilling, paper filigree），又称衍纸。是一门以专用的工具将细长纸条卷成特定形状，用捏、折、皱、弯、搓、捻、挑，等方法做出造型，再搭配组成图案的纸艺。

## 起源
卷纸艺术始于16、17世纪的西方国家，因修道院内的修女们与常年抄录圣经书本，长期与书本的共处最终促成了卷纸技术的产生，这种技艺随后被运用在宗教性的装饰中，逐渐成为一种美化宗教性质的用具。
17、18世纪，卷纸艺术走进上层阶级，成为华丽居室的装饰品，贵族名媛们的爱好，英国部分贵族女校开设了了相关课程。18世纪后，卷纸艺术传到美国，用途多为装饰生活物品。
维多利亚时代，家具中出现特意留出的空格以进行卷纸。维多利亚时代末期，卷纸的发展进入了低潮。
20世纪60、70年代，卷纸艺术重回大众视野。21世纪，卷纸艺术遍布世界，打破原有局限，成为民间艺术，随着21世纪技术的发展，卷纸艺术的制作工具优良，裁剪方便，颜色鲜明，类型丰富，卷纸艺术品十分精美。卷纸艺术进入了一个新的发展时代。

## 分类
根据空间维度划分可分为平面卷纸艺术、立体卷纸艺术及平面加立体整幅卷纸艺术；根据线条是否卷曲分为线条类卷纸艺术和卷卷类卷纸艺术。

## 工具
1. 彩纸
2. 卷纸笔
3. 胶水
4. 裁纸刀
5. 底板
6. 卷纸艺术模板
7. 镊子
8. 装饰物（非必需）

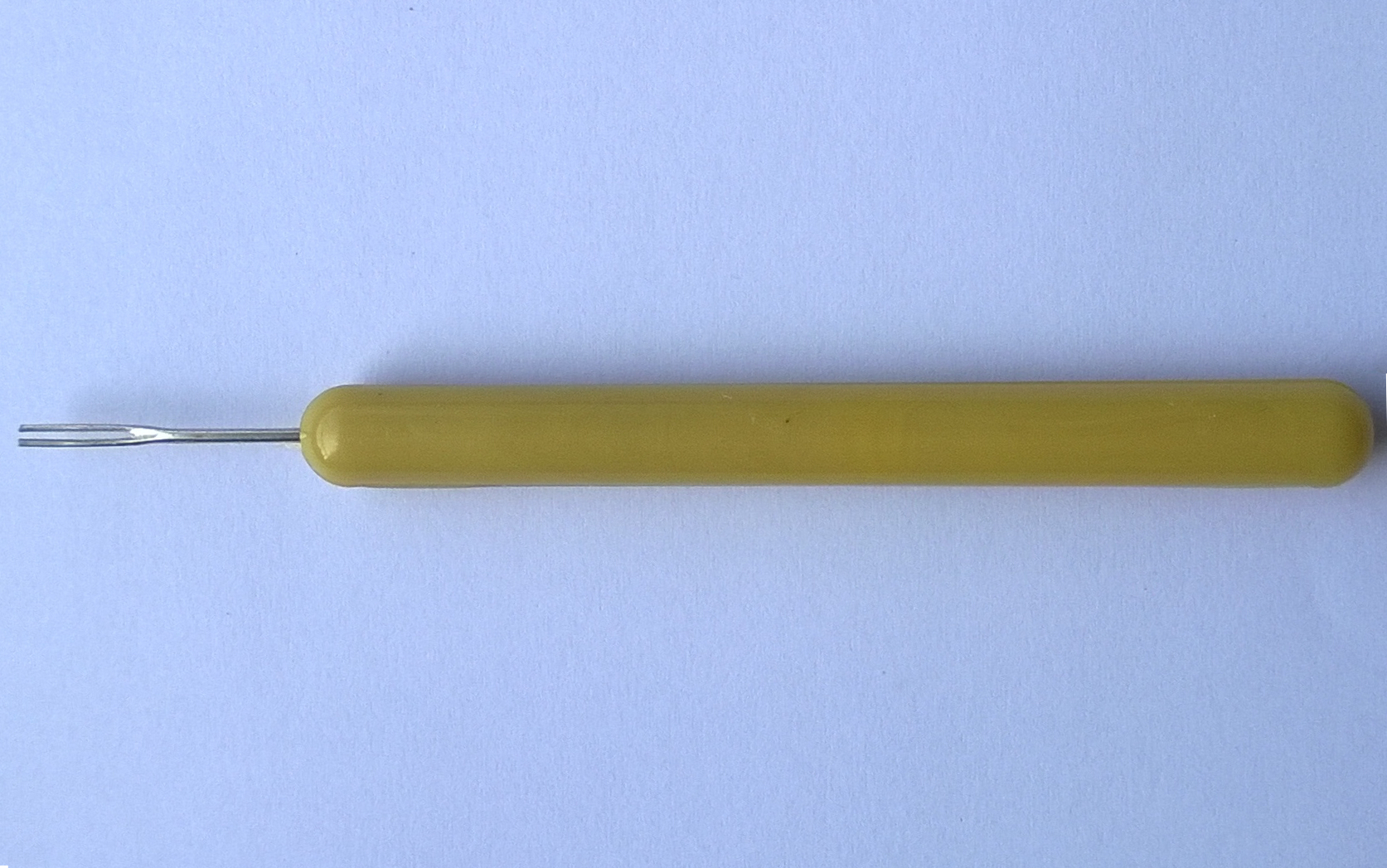
Slotted Tool
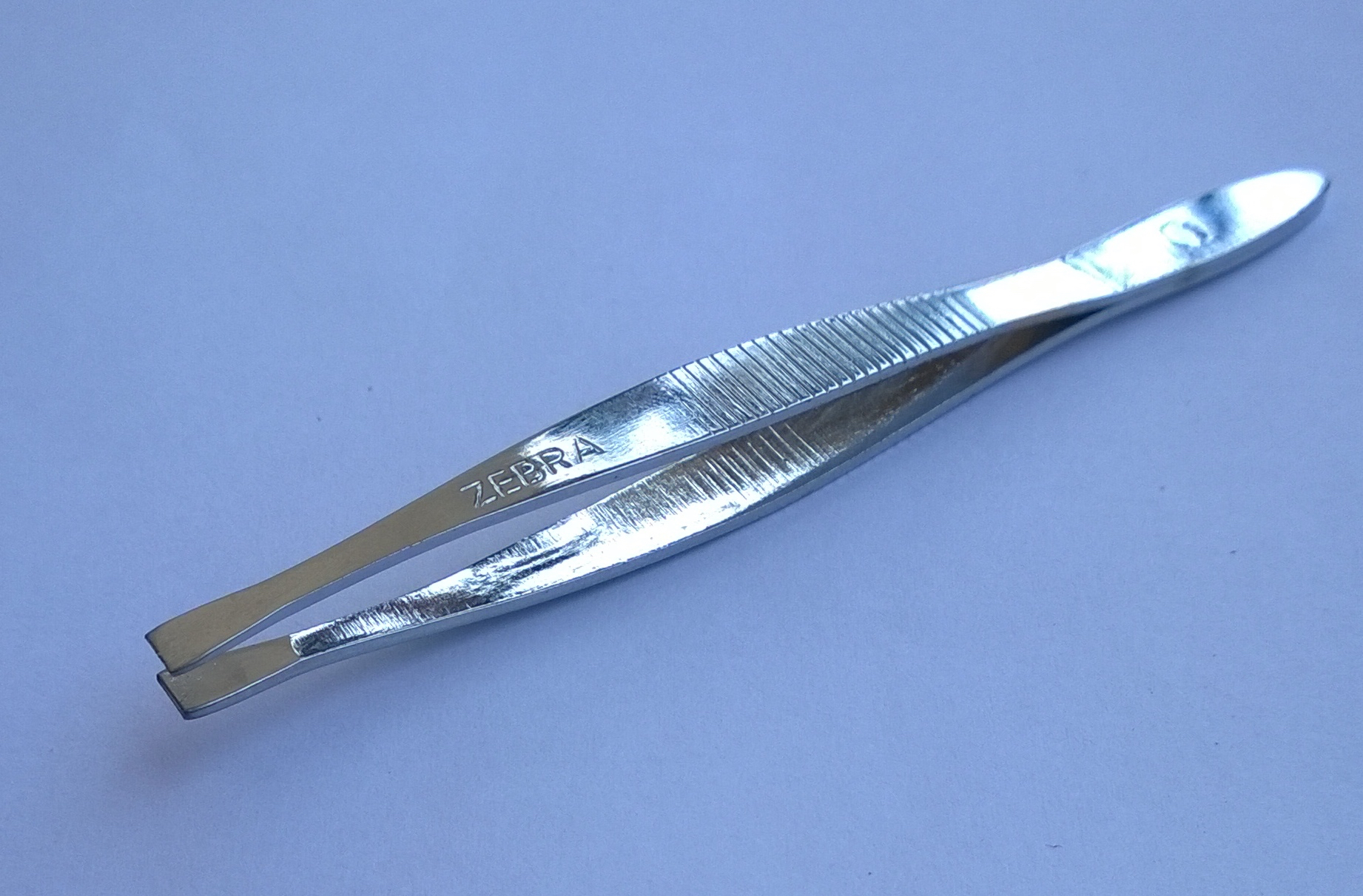
Tweezer
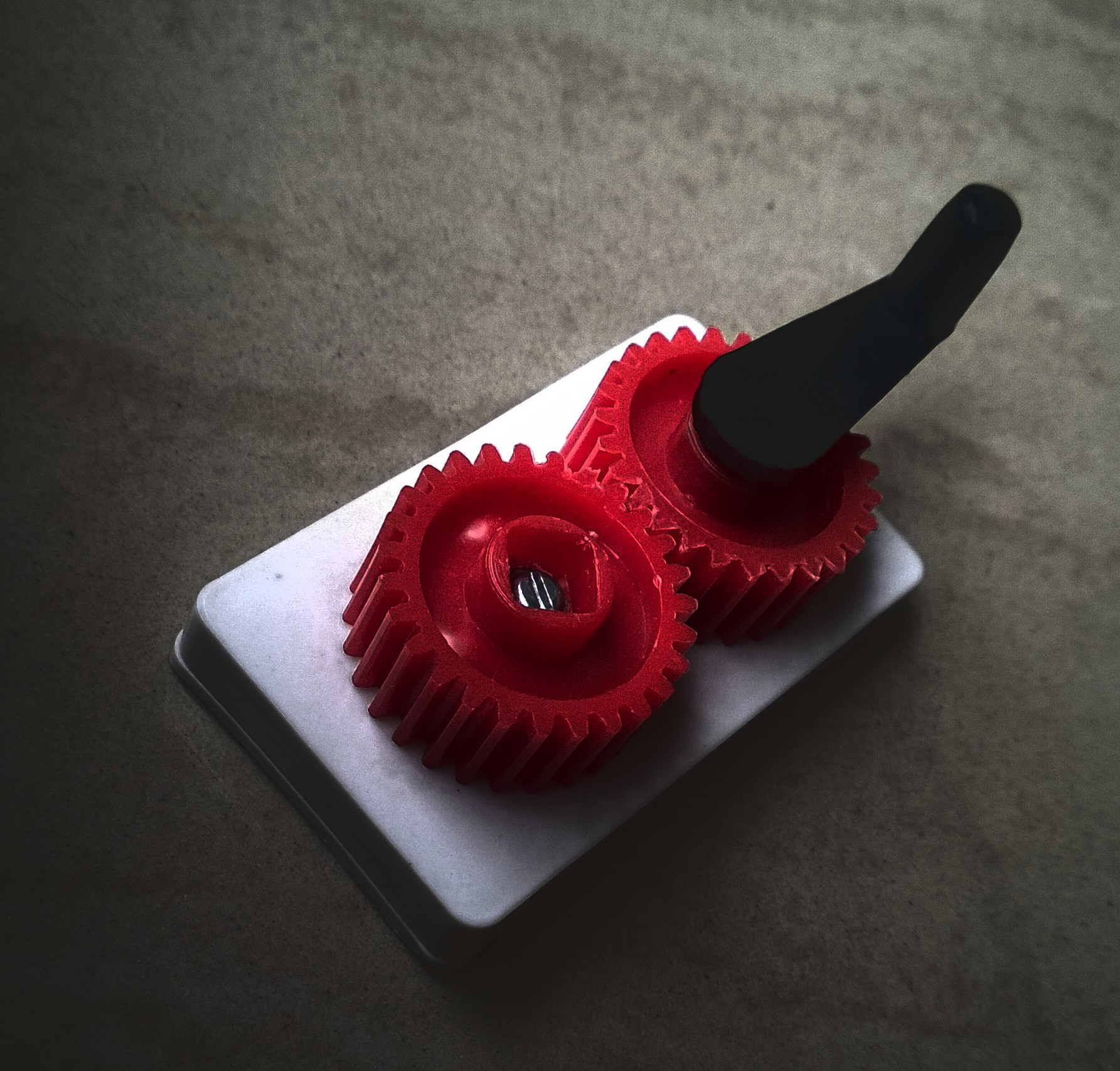
Crimper Tool